# InfoWorld
InfoWorld es un medio de comunicación en línea y negocio de eventos dedicado a Tecnologías de Información que forma parte de InfoWorld Media Group, una división de IDG (International Data Group). El sitio web de InfoWorld proporciona fuentes de información sobre soluciones de TI en el mercado empresarial de tecnologías de información, así como oportunidades para la comunidad empresarial de TI para unirse e interactuar entre sí para resolver problemas de negocios, intercambiar información y vincularse con otros profesionales de TI.

Entre los recursos disponibles en el sitio web InfoWorld.com se encuentran la comunidad de red de profesionales InfoWorld IT Exec-Connect, reportajes especiales y artículos de noticias escritos por el equipo de periodistas profesionales, revisores de productos y análisis del InfoWorld Test Center, un listado de blogs especializados, boletines temáticos de correo electrónico y fuentes de información RSS, extensa cobertura en audio y vídeo, e información de proveedores en la forma de white papers, guías de estrategia, webcasts y otros recursos.
InfoWorld Media Group tiene su sede en San Francisco y tiene vínculos estrechos con Silicon Valley, pero utiliza fuentes de noticias de todo el mundo para mantenerse a la vanguardia de la tecnología de los medios de comunicación.

## Historia
La revista fue fundada en 1978 como Intelligent Machines Journal por Jim Warren y vendida a IDG a fines de 1979. A principios del año siguiente el nombre de la revista fue cambiado a InfoWorld y en 1986 comenzó la columna de Robert X. Cringely.; para muchos, esa columna seudónimo era la cara de InfoWorld y sus estrechos vínculos con Silicon Valley en particular y de la industria de la tecnología en general. Cuando InfoWorld cambió a un fuerte enfoque de prensa después de que termina su edición impresa en 2007, la columna de la Cringely asumió un papel más de actividades de promoción, a la vez que mantiene su histórico enfoque humorístico.
El inventor de Ethernet, Bob Metcalfe, fue primer ejecutivo y editor de 1991 a 1996 y contribuyó en una columna semanal hasta el año 2000. Cuando la revista pasó a ser totalmente en web, una edición final impresa se publicó el 2 de abril de 2007 (volumen 29, número 14).
En su versión web, InfoWorld se ha reorientado lejos de las noticias ampliamente disponibles a un enfoque sobre cómo hacerlo, pruebas de expertos y liderazgo. InfoWorld también ofrece su contenido para dispositivos móviles.